# Dragon (navă spațială)
Dragon este o navă spațială parțial reutilizabilă dezvoltată de SpaceX, o companie americană de transport spațial privat cu sediul în Hawthorne, California. Dragon este lansat în spațiu de către rachetă SpaceX, Falcon 9; SpaceX este în curs de dezvoltare a unei versiuni cu echipaj, numită Dragon V2.
În timpul zborului inaugural, din decembrie 2010, Dragon a devenit prima navă spațială comercială, care a atins cu succes orbita și a fost recuperată la sol. La data de 25 mai 2012, o navă-marfar Dragon a devenit prima navă spațială comercială care a fost atașată la Stația Spațială Internațională (SSI). SpaceX este contractată pentru a livra marfuri la SSI în cadrul programului NASA „Commercial Resupply Services”, Dragon a început zboruri regulate de transportare a mărfurilor în octombrie 2012.
SpaceX este în curs de dezvoltare a unei variante cu echipaj al „Dragonului” numit Dragon V2. Dragon V2 va fi capabil să transporte până la șapte astronauți, sau o combinație de echipaj și de marfă, către orbita joasă a Pământului. SpaceX a primit mai multe contracte de la Guvernul Statelor Unite pentru a dezvolta o variantă cu echipaj uman, încheind mai multe acorduri în aprilie 2011 și august 2012.  Nava este proiectată cu un scut termic proiectat pentru a rezista la velocitatea de re-intrare atmosferică a Pământului, și potențial la cea lunară și marțiană.

## Vezi și
- CST-100
- Orion (navă spațială)
- Dream Chaser